# Банкеръ
„Банкеръ“ е български бизнес седмичник, който се издава всяка събота. Съпътстван е и от приложението „Параграф 22“ за законност и власт (от 2001 г.), което е насочено към юристите, както и от лайфстайл списанието „Banker Special“ (от 2008 г. веднъж на два месеца).

## Награда
„Банкер на годината“ е награда на вестник „Банкеръ“, с която се отличават най-успешните банкови мениджъри в България за цялостната им дейност и представяне през годината. Събитието събира на едно място финансовия елит на страната. През 2015 г. наградата „Банкер на годината“ е връчена за 22-ри път.